# أعكب طويل المهماز
أعكب طويل المهماز (الاسم العلمي:Ctenus longicalcar) هو نوع من العنكبوتيات يتبع جنس الأعكب من فصيلة العناكب المتجولة.